# A24電影作品列表

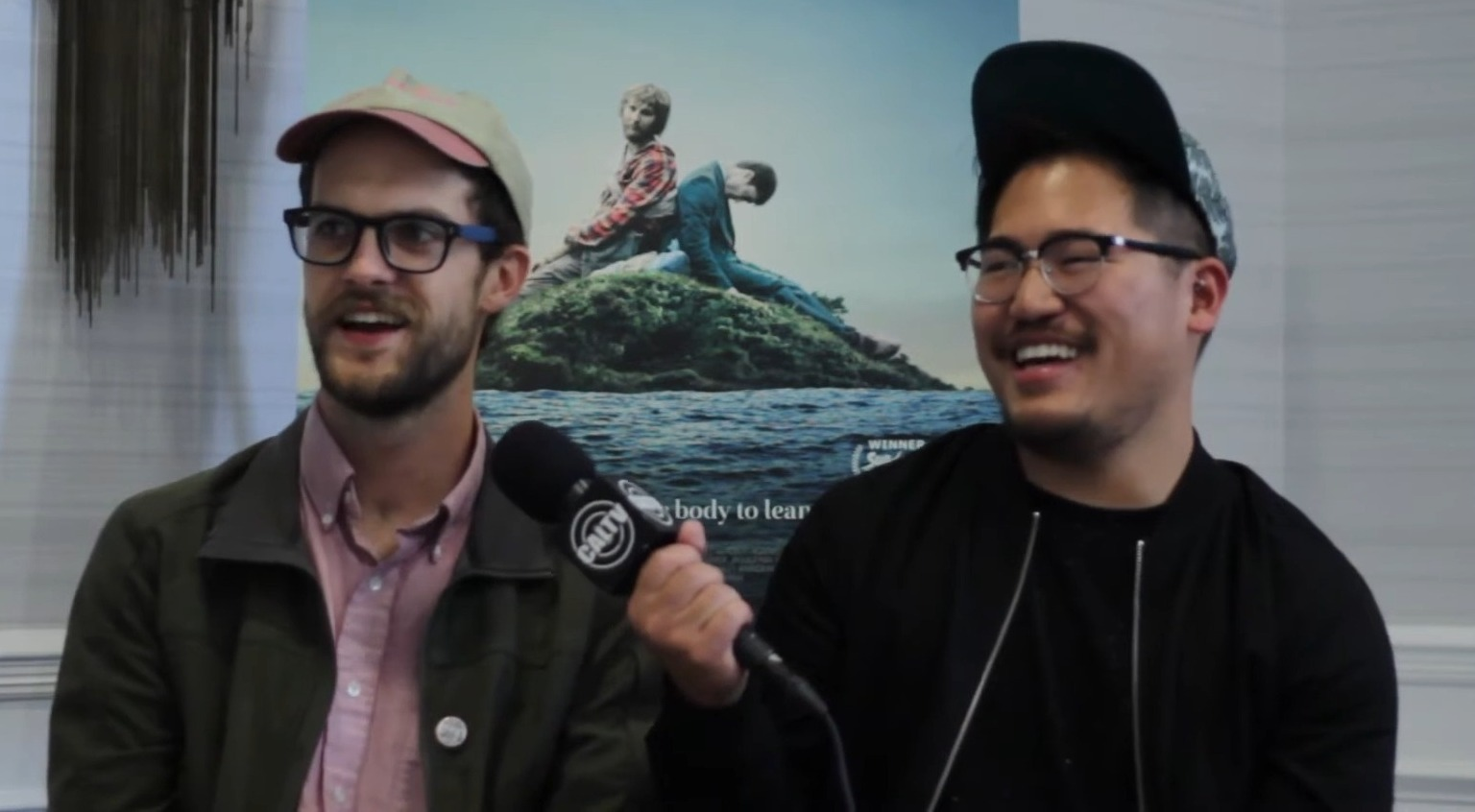
丹尼爾雙人組編導的《媽的多重宇宙》是A24最高票房的電影。工作室還發行了他們的《屍控奇幻旅程》和《迪克隆之死》

A24是2012年8月成立的電影發行公司，由丹尼爾·卡茨（Daniel Katz）、大衛·芬克爾（David Fenkel）和約翰·霍奇斯（John Hodges）在紐約創立。公司的首部電影《查尔斯·斯旺三世心灵一瞥》於2013年2月8日上映，並在同年與DirecTV影院和亞馬遜Prime簽訂多年分銷合約。A24於2015年發行的三部電影在隔年奧斯卡金像獎有七項入圍，當中贏得最佳紀錄片、《机械姬》贏得最佳視覺效果，而布丽·拉尔森憑藉《不存在的房間》贏得最佳女主角。A24還在2016年躍升為製片廠，與B計畫娛樂全額資助的首部電影《月光男孩》深受好評，並從奧斯卡八項入圍中拿下最佳影片等三項大獎。
葛莉塔·葛薇的《淑女鳥》與柏·本漢的都以99%的新鮮度並列成為A24在爛番茄最高評價的電影。工作室分別於2018年和2019年宣布與Apple TV+和Showtime建立多年合作關係來發行即將上映的電影。同年10月，《羊懼》成為A24首部代表國家競選奥斯卡最佳國際影片獎的電影。2022年，《媽的多重宇宙》以入帳超過8000萬美元取代《宿怨》成為A24的最高全球票房電影，並從奧斯卡十一項入圍中拿下最佳影片、最佳導演、最佳原著劇本、最佳女主角、最佳男配角、最佳女配角、最佳剪輯七項大奬。

## 2010年代
| 發行日期       | 電影名稱                    | 導演                                                        | 概述                                                                                            | 附註                       | 參考            |
| -------------- | --------------------------- | ----------------------------------------------------------- | ----------------------------------------------------------------------------------------------- | -------------------------- | --------------- |
| 2013年2月8日   | 《查尔斯·斯旺三世心灵一瞥》 | 罗曼·科波拉                                                 | 查爾斯（Charles）的生活因跟女友分手而變得分崩離析。                                             |                            | [ 15 ] [ 16 ]   |
| 2013年3月15日  | 《》                        | 莎莉·波特                                                   | 1960年代的倫敦，一名少女的好朋友愛上了少女的父親。                                              |                            | [ 17 ] [ 18 ]   |
| 2013年3月15日  | 《》                        |                                                             | 四名大學女生在佛羅里達度過春假時遇到了名古怪的毒販，他誘惑她們進入充斥毒品、犯罪和暴力的世界。  |                            | [ 19 ] [ 20 ]   |
| 2013年6月14日  | 《星光大盜》                | 蘇菲亞·柯波拉                                               | 一群渴望名氣的青少年組成炫富幫，使用社交媒體追蹤明星並潛入他們家盜竊。                          |                            | [ 21 ] [ 22 ]   |
| 2013年8月2日   | 《》                        |                                                             | 高中生蘇特（Sutton）和艾咪（Aimee）的相遇導致兩人的愛情開始萌動。                               |                            | [ 23 ] [ 24 ]   |
| 2014年3月14日  | 《宿敌》                    | 丹尼斯·维勒弗                                               | 兩個長相一樣但性格有別的男人，生活開始交織在一起。                                              |                            | [ 25 ] [ 26 ]   |
| 2014年4月4日   | 《皮下之慌》                | 強納森·葛雷澤                                               | 一名超脫塵世的女性透過誘惑在蘇格蘭捕食男性。                                                    |                            | [ 27 ] [ 28 ]   |
| 2014年4月25日  | 《》                        |                                                             | 伊凡·洛克（Ivan Locke）開車去倫敦的路上接了幾通電話讓他的生活出現破裂。                         |                            | [ 29 ] [ 30 ]   |
| 2014年6月6日   | 《》                        | 吉莉安·罗伯斯比尔                                           | 獨角喜劇演員在一夜情後懷孕，於是打算墮胎。                                                                  |                            | [ 31 ] [ 32 ]   |
| 2014年6月13日  | 《》                        |                                                             | 全球經濟崩潰多年後，兩名澳洲男子追查洗劫他們的幫派。                                            |                            | [ 33 ] [ 34 ]   |
| 2014年8月15日  | 《》                        |                                                             | 札克（Zach）在女友奇蹟般地死而復生後，他藉此機會體驗以前後悔沒有和她一起做的事情。              |                            | [ 35 ] [ 36 ]   |
| 2014年9月19日  | 《》                        | 凱文·史密斯                                                 | 奇怪男子折磨一名廣播主持人，並打算讓他套上完美組成的海象服飾。                                  |                            | [ 37 ] [ 38 ]   |
| 2014年10月24日 | 《成年不成熟》              |                                                             | 梅根（Megan）無法承受高中戀人的求婚，於是躲進16歲的朋友家中。                                   |                            | [ 39 ] [ 40 ]   |
| 2014年10月24日 | 《》                        | 劉偉強、盧弘軒（Andrew Loo）                                | 中國移民桑尼（Sonny）反抗自小就加入的唐人街幫派「青龍」。                                       |                            | [ 41 ] [ 42 ]   |
| 2014年12月12日 | 《》                        | 艾騰·伊格言                                                 | 非線性呈現一名男性的女兒被綁架後發生的事件。                                                    |                            | [ 43 ] [ 44 ]   |
| 2014年12月31日 | 《暴力年代》                |                                                             | 1981年的移民生活中，紐約街道被猖獗的政治和行業腐敗所困擾。                                      |                            | [ 45 ] [ 46 ]   |
| 2015年1月16日  | 《槍之子》                  |                                                             | JR因策劃逃獄而受到布伦丹·林奇（Brendan Lynch）的獎勵，後來同意掠奪卡爾古利金礦。                |                            | [ 47 ] [ 48 ]   |
| 2015年3月27日  | 《》                        |                                                             | 一對40多歲的夫婦與20多歲的夫婦建立友誼。                                                        |                            | [ 49 ] [ 50 ]   |
| 2015年4月3日   | 《》                        |                                                             | 道恩·麦克拉伦（Dwayne McLaren）與女友在蒙大拿州卡特班克見證了一起謀殺案。                       |                            | [ 51 ] [ 52 ]   |
| 2015年4月10日  | 《机械姬》                  | 亚历克斯·加兰                                               | 程序員卡萊布·史密斯（Caleb Smith）受執行長邀請對智能類人型機器人進行圖靈測試。                  |                            | [ 53 ] [ 54 ]   |
| 2015年5月15日  | 《》                        |                                                             | 傑·卡文迪什（Jay Cavendish）與賞金獵人穿過美國邊境來找尋他深愛的女人。                          |                            | [ 55 ] [ 56 ]   |
| 2015年5月29日  | 《刺客學妹》                | 凱爾·紐曼                                                   | 83號特工是渴望成為正常青少年的年輕情報間諜。                                                    |                            | [ 57 ] [ 58 ]   |
| 2015年7月3日   | 《》                        |                                                             | 英國創作歌手的生死細節。                                                                        |                            | [ 59 ] [ 60 ]   |
| 2015年7月31日  | 《》                        |                                                             | 《滾石》記者大衛·利普斯基回憶起與小說家大衛·福斯特·華萊士的5天訪問。                            |                            | [ 61 ] [ 62 ]   |
| 2015年8月7日   | 《黑暗之地》                |                                                             | 麗比·戴（Libby Day）尋找在她七歲時殺死母親和兩個姊姊的兇手。                                    |                            | [ 63 ] [ 64 ]   |
| 2015年9月25日  | 《》                        | 安娜·波頓、瑞安·弗雷克                                      | 蓋瑞（Gerry）是個倒霉的賭徒，遇到撲克牌玩家柯諦斯（Curtis）後運氣開始改善。                     |                            | [ 65 ] [ 66 ]   |
| 2015年10月16日 | 《不存在的房間》            | 兰尼·阿伯拉罕森                                             | 囚禁數年後，一名年輕女性和兒子設法逃脫。                                                        |                            | [ 67 ] [ 68 ]   |
| 2016年1月22日  | 《莫哈維沙漠》              | 威廉·莫納漢                                                 | 托馬斯（Thomas）走進沙漠嘗試逃離特權生活，卻碰到有殺人傾向的流民。                              |                            | [ 69 ] [ 70 ]   |
| 2016年2月19日  | 《》                        |                                                             | 17世紀，清教徒家庭在自家新英格蘭農場外的樹林中遭遇了邪惡勢力。                                  |                            | [ 71 ] [ 72 ]   |
| 2016年3月11日  | 《》                        | 艾騰·伊格言                                                 | 患有老人癡呆症的納粹大屠殺倖存者著手殺死一名納粹戰犯。                                          |                            | [ 73 ] [ 74 ]   |
| 2016年3月18日  | 《》                        |                                                             | 一名與家人疏遠的女性回來吃感恩節晚餐。                                                          |                            | [ 75 ] [ 76 ]   |
| 2016年4月15日  | 《》                        |                                                             | 一隊龐克樂團在偏遠的夜店目睹了一起謀殺案後，遭到了新納粹光頭黨攻擊。                            |                            | [ 77 ] [ 78 ]   |
| 2016年4月15日  | 《》                        |                                                             | 作家斯蒂芬·艾略特（Stephen Elliot）飽受腦閉塞的折磨，開始著迷於一起備受矚目的謀殺案。           |                            | [ 79 ] [ 80 ]   |
| 2016年5月13日  | 《》                        |                                                             | 在單身人士45天後就會變成動物的世界中，一名男性和一名女性嘗試建立關係。                          |                            | [ 81 ] [ 82 ]   |
| 2016年6月10日  | 《》                        | 、杰克·帕特洛                                               | 紀錄美國導演布赖恩·德帕尔马的一生。                                                             |                            | [ 83 ] [ 84 ]   |
| 2016年6月24日  | 《屍控奇幻旅程》            | 關家永、                                                    | 一名被困在小島上的男子與一具被沖上岸的屍體成為好友後決定逃離此地。                              |                            | [ 85 ] [ 86 ]   |
| 2016年7月15日  | 《同等族群》                |                                                             | 兩人住在反烏托邦、後世界末日的世界裏，所以情緒的表現都被視為疾病。                              |                            | [ 87 ] [ 88 ]   |
| 2016年7月29日  | 《》                        | 帕特麗夏·羅茲瑪                                             | 與父母同住的兩姐妹因整個大陸範圍的停電而打斷平靜的生活。                                        |                            | [ 89 ] [ 90 ]   |
| 2016年8月19日  | 《》                        |                                                             | 一個13歲男孩夢想在EDM為主的文化中成為一名嘻哈歌手。                                             |                            | [ 91 ] [ 92 ]   |
| 2016年8月26日  | 《青木原樹海》              | 葛斯·范桑                                                   | 一名美國教授前往美國時遇到個受傷的陌生人拓海（Takumi），於是他決定伸出援手。                    |                            | [ 93 ] [ 94 ]   |
| 2016年9月30日  | 《》                        |                                                             | 來自問題家庭的少女和正在旅行的銷售一起私奔，兩人穿過美國中西部並挨家挨戶請求訂閱雜誌。          |                            | [ 95 ] [ 96 ]   |
| 2016年10月21日 | 《月光男孩》                | 巴里·杰金斯                                                 | 一個年輕黑人從童年到成年的生活，以及他成長過程中所面臨的困難。                                  | 同時由A24製片              | [ 7 ] [ 97 ]    |
| 2016年10月26日 | 《》                        |                                                             | 英伦摇滚和的歷史。                                                                              |                            | [ 98 ] [ 99 ]   |
| 2016年11月11日 | 《》                        | 布莱恩·伯蒂诺                                               | 一名女子和女兒在夜晚發現自己被困，還有隻追捕她們的惡意生物。                                    |                            | [ 100 ] [ 101 ] |
| 2016年12月28日 | 《》                        |                                                             | 1970年代加州南部，一名50多歲的單親媽媽獨自扶養青春期的兒子。                                    |                            | [ 102 ] [ 103 ] |
| 2017年1月20日  | 《》                        | 亞當·史密斯                                                 | 不法分子的兒子查德（Chad）成為罪犯，但查德卻希望自己的兒子有更好的未來。                        |                            | [ 104 ] [ 105 ] |
| 2017年3月31日  | 《》                        |                                                             | 兩個女孩在寒假期間留在寄宿學校，必須與神秘的邪惡力量作鬥爭。                                    |                            | [ 106 ] [ 107 ] |
| 2017年4月21日  | 《》                        |                                                             | 軍火交易出錯讓兩組人產生槍戰。                                                                  |                            | [ 108 ] [ 109 ] |
| 2017年5月5日   | 《》                        |                                                             | 一對互相出軌的夫婦再次墜入愛河。                                                                | 同時由A24製片              | [ 110 ] [ 111 ] |
| 2017年6月2日   | 《例外》                    |                                                             | 一名德意志國防軍軍官任命調查是否有英國間諜潛入威廉二世的住所。                                  |                            | [ 112 ] [ 113 ] |
| 2017年6月16日  | 《》                        |                                                             | 一家人因地球被種高度傳染性疾病佔據而躲進森林。                                                  | 同時由A24製片              | [ 114 ] [ 115 ] |
| 2017年7月7日   | 《》                        |                                                             | 一名男子成為鬼魂後留在與妻子同住的房子裏。                                                      |                            | [ 116 ] [ 117 ] |
| 2017年7月28日  | 《》                        |                                                             | 一名喪偶的哈西迪猶太教男子嘗試奪回10歲兒子的監護權。                                            |                            | [ 118 ] [ 119 ] |
| 2017年8月11日  | 《失速夜狂奔》              |                                                             | 一名銀行劫匪試圖解救被警察拘留的智障弟弟，同時要避免自己被抓到。                                |                            | [ 120 ] [ 121 ] |
| 2017年9月22日  | 《》                        | 凯特与劳拉·穆里维                                           | 一名女性使用致幻又带来猛烈影响的強效物質來應付母親逝世所帶來的痛苦。                            |                            | [ 122 ] [ 123 ] |
| 2017年10月6日  | 《歡迎光臨奇幻城堡》        | 西恩·貝克                                                   | 一名6歲女孩與她失業的單親媽媽住在佛罗里达州基西米的汽車旅館，來試圖不惹麻煩和維持生計。         |                            | [ 124 ] [ 125 ] |
| 2017年10月20日 | 《聖鹿之死》                |                                                             | 一名心臟外科醫生與過去和他有聯繫的青少年成為朋友後，醫生的家人開始神秘地患有病症。              | 同時由A24製片              | [ 126 ] [ 127 ] |
| 2017年11月3日  | 《淑女鳥》                  | 葛莉塔·葛薇                                                 | 一名高三學生與母親、家人和朋友有著緊張關係的青春期故事。                                        |                            | [ 128 ] [ 129 ] |
| 2017年12月1日  | 《大災難家》                | 詹姆斯·法蘭科                                               | 和之間不太真的友誼導致製作了的《》。                                                            |                            | [ 130 ] [ 131 ] |
| 2017年12月15日 | 《左撇子布朗之歌》          | 贾瑞德·默谢                                                 | 一個牛仔聘請了個年輕的槍手來為朋友的槍擊案報仇。                                                |                            | [ 132 ] [ 133 ] |
| 2018年3月2日   | 《》                        |                                                             | 一名偵探尋找失蹤的暢銷作家西德尼·豪尔（Sidney Hall）。                                          |                            | [ 134 ] [ 135 ] |
| 2018年3月30日  | 《潦倒岁月》                | 亞當·里夫金                                                 | 演員維克·愛德華茲（Vic Edwards）獲邀請在纳什维尔的野雞拿終身成就獎。                            |                            | [ 136 ] [ 137 ] |
| 2018年4月6日   | 《》                        | 安德魯·海格                                                 | 一個15歲男孩開始在馬厩工作，並與一隻患病的賽馬成為朋友。                                        |                            | [ 138 ] [ 139 ] |
| 2018年4月27日  | 《》                        |                                                             | 一名联合国員工調查前任的謀殺案，並揭露了一個巨大的全球陰謀。                                    |                            | [ 140 ] [ 141 ] |
| 2018年5月18日  | 《牧師的最後誘惑》          | 保羅·許瑞德                                                 | 一名新教牧師在紐約上州日漸式微且歷史悠久的教堂擔任牧師時開始質疑自己的信仰。                    |                            | [ 142 ] [ 143 ] |
| 2018年5月25日  | 《派對撩妹守則》            |                                                             | 恩（Enn）偶然發現一群來自另一星球的青少年，他愛上了一個叛逆的外星人贊（Zan）。                  |                            | [ 144 ] [ 145 ] |
| 2018年6月8日   | 《宿怨》                    | 亞瑞·阿斯特                                                 | 在充滿秘密的祖母死亡後，一家人被邪靈打擾。                                                      | 同時由A24製片              | [ 146 ] [ 147 ] |
| 2018年6月29日  | 《》                        | 蘇珊娜·懷特                                                 | 1890年，一名肖像畫畫家從紐約到達科他去畫坐牛的肖像。                                            |                            | [ 148 ] [ 149 ] |
| 2018年7月13日  | 《》                        | 柏·本漢                                                     | 一名患有焦慮的少女在八年级的最後一週努力獲得同齡人的認可。                                      | 同時由A24製片              | [ 150 ] [ 151 ] |
| 2018年7月27日  | 《炎夏之夜》                | 伊利亚·拜纳姆（Elijah Bynum）                               | 1991年，一名十幾歲的男孩捲入毒品交易。                                                          |                            | [ 152 ] [ 153 ] |
| 2018年8月3日   | 《》                        |                                                             | 安吉拉（Angela）和傑西（Jessie）是高中輟學生，為了逃避服務生的工作而來到德州加爾維斯敦。        |                            | [ 154 ] [ 155 ] |
| 2018年8月10日  | 《煉獄信使》                | 让-斯蒂芬·萨瓦尔                                            | 比利·摩爾是個年輕但慘遭監禁的英國拳擊手，希望透過參加泰拳比賽來脫身。                           |                            | [ 156 ] [ 157 ] |
| 2018年9月10日  | 《》                        | 奥斯汀·韦斯利（Austin Vesely）                              | 在數位比薩外賣員被殘忍殺害後，兩名倖存者計劃抓住罪魁禍首。                                      |                            | [ 158 ] [ 159 ] |
| 2018年9月14日  | 《》                        |                                                             | 一名法官接到案件，一名患有白血病的17歲少年因宗教信仰而拒絕輸血。                                |                            | [ 160 ] [ 161 ] |
| 2018年10月19日 | 《》                        | 喬納·希爾                                                   | 1990年代，住在洛杉磯的13歲男孩與一群年輕較大的滑板運動員共度時光。                              | 同時由A24製片              | [ 162 ] [ 163 ] |
| 2019年2月1日   | 《百分之一》                | 斯蒂芬·麦卡勒姆（Stephen McCallum）                         | 澳洲摩托車幫派頭目出獄後決定奪回控制權。                                                        |                            | [ 164 ] [ 165 ] |
| 2019年3月1日   | 《》                        |                                                             | 莎拉（Sarah）的兒子短暫失蹤後，她開始害怕回來的男孩根本不是兒子。                               |                            | [ 166 ] [ 167 ] |
| 2019年3月1日   | 《》                        |                                                             | 法國舞蹈團舉辦了場派對，當每個人喝下摻有LSD的桑格利亞酒後派對發生了翻天覆地的變化。             |                            | [ 168 ] [ 169 ] |
| 2019年3月8日   | 《》                        |                                                             | 洛杉磯一位剛離婚的母親遇到了一段意想不到的新戀情。                                              |                            | [ 170 ] [ 171 ] |
| 2019年4月5日   | 《黑洞迷情》                | 克萊兒·德尼                                                 | 一群罪犯被派去執行太空任務，並前往黑洞。                                                        |                            | [ 172 ] [ 173 ] |
| 2019年4月6日   | 《》                        | 拉希德·约翰逊                                               | 比格·湯瑪斯是名住在芝加哥的年輕黑人，被富有商人聘為私人司機。                                   | 由HBO电影製片和發行        | [ 174 ] [ 175 ] |
| 2019年4月19日  | 《银湖之底》                |                                                             | 一個年輕人調查鄰居的突然失蹤，卻撞見個危險的陰謀。                                              |                            | [ 176 ] [ 177 ] |
| 2019年5月17日  | 《我們的相愛時光》          |                                                             | 一個電影系學生與充滿魅力但不值得信任的年長男子談戀愛。                                          |                            | [ 178 ] [ 179 ] |
| 2019年6月7日   | 《》                        | 乔·塔尔博                                                   | 一個年輕黑人在旧金山的高檔小區嘗試奪回他童年的家。                                              |                            | [ 180 ] [ 181 ] |
| 2019年7月3日   | 《仲夏魘》                  | 亞瑞·阿斯特                                                 | 一群朋友來到瑞典參加每90年才有的節日，卻沒想到落入北欧多神教邪教的魔掌。                        | 同樣由A24製片              | [ 182 ] [ 183 ] |
| 2019年7月12日  | 《别告诉她》                | 王子逸                                                      | 在得知祖母命不久矣後，一個華裔美國家庭決定不告訴她，並打算在她逝世前舉辦家庭聚會。              |                            | [ 184 ] [ 185 ] |
| 2019年7月26日  | 《》                        |                                                             | 新納粹光頭黨的布萊恩·維德納決定離開白人優越主義活動。                                           |                            | [ 186 ] [ 187 ] |
| 2019年7月27日  | 《分享》                    | 皮帕·比安科（Pippa Bianco）                                 | 16歲的曼蒂（Mandy）發現了一段令人不安的影片，內容是她一個不記得的夜晚，於是試圖弄清發生什麼事。 | 由A24製片，但由HBO电影發行 | [ 188 ] [ 189 ] |
| 2019年9月27日  | 《》                        |                                                             | 失去朋友後，兩名男子拒絕說出死因。                                                              | 同時由A24製片              | [ 190 ] [ 191 ] |
| 2019年10月4日  | 《低潮》                    | 凯文·麦克马林（Kevin McMullin）                             | 兩兄弟找到一袋金幣後，打算藏起來，以免他們為了錢什麼都做的朋友找到。                            |                            | [ 192 ] [ 193 ] |
| 2019年10月18日 | 《燈塔》                    |                                                             | 兩名燈塔看守人困在島上，陷入瘋狂。                                                              | 同樣由A24製片              | [ 194 ] [ 195 ] |
| 2019年10月18日 | 《》                        | 維多利亞·史東（Victoria Stone）、馬克·迪博利（Mark Deeble） | 一隻大象母親竭盡全力保護她的象群。                                                              | 與Apple TV+共同發行        | [ 196 ] [ 197 ] |
| 2019年10月25日 | 《殺戮部隊》                | 丹·克劳斯                                                   | 一名美國陸軍新兵因他那一排需參與謀殺阿富汗平民而面臨兩難境地。                                  |                            | [ 198 ] [ 199 ] |
| 2019年11月15日 | 《》                        |                                                             | 在南佛羅里達州，一戶郊區人家在經歷失去後走向愛、寬恕和相聚。                                    | 同時由A24製片              | [ 200 ] [ 201 ] |
| 2019年12月6日  | 《》                        |                                                             | 一件被鬼附身的紅裙會折磨擁有它的人。                                                            |                            | [ 202 ] [ 203 ] |
| 2019年12月13日 | 《原钻》                    |                                                             | 紐約的一名珠寶商嗜賭成癮，為了償還債務必須拿回他買的昂貴寶石。                                  | 同樣由A24製片              | [ 204 ] [ 205 ] |

## 2020年代
| 發行日期       | 電影名稱                     | 導演                                         | 概述 | 附註                                  | 參考                    |
| -------------- | ---------------------------- | -------------------------------------------- | --- | ------------------------------------- | ----------------------- |
| 2020年3月6日   | 《深夜裡的美味祕方》         | 凱莉·萊卡特                                  | 1820年代的西北地區，兩名旅行者明白要想致富就要依賴地主珍貴的奶牛。 |                                       | [ 206 ] [ 207 ]         |
| 2020年8月14日  | 《》                         | 杰西·莫斯、阿曼达·麦克拜恩（Amanda McBaine） | 德州的上千名青少年參加少年邦，決定組建自己的州政府。 | 與Apple TV+共同發行                   | [ 208 ] [ 209 ]         |
| 2020年10月2日  | 《》                         | 蘇菲亞·柯波拉                                | 一對父女對她丈夫的忠誠心存懷疑。 | 與Apple TV+共同發行                   | [ 210 ] [ 211 ]         |
| 2021年1月29日  | 《暗黑聖女》                 |                                              | 最近改信羅馬天主教的臨終醫院護士莫德（Maud）開始著迷於拯救一個病人的靈魂。                                                                                               |                                       | [ 212 ] [ 213 ]         |
| 2021年2月12日  | 《夢想之地》                 | 鄭李爍                                       | 一戶南韓移民嘗試於1980年代期間在美國紮根。 |                                       | [ 214 ] [ 215 ]         |
| 2021年6月25日  | 《假陽性》                   | 約翰·李                                      | 一個女子開始懷疑她的懷孕有些不祥之兆。 | 由A24製片，但由Hulu發行               | [ 216 ] [ 217 ]         |
| 2021年6月30日  | 《＃狂野48小時》             |                                              | 兼职脫衣舞孃左拉（Zola）的新朋友說服她到佛羅里達州坦帕賺錢。 |                                       | [ 218 ] [ 219 ]         |
| 2021年7月23日  | 《》                         | 萊奧·斯科特（Leo Scott）、丁浦（Ting Poo）   | 美國演員的一生和演藝生涯。 | 由A24製片，但由亞馬遜製作公司發行     | [ 220 ] [ 221 ]         |
| 2021年7月30日  | 《》                         |                                              | 亚瑟王的外甥高文踏上考驗勇氣和面對绿骑士的旅程。 |                                       | [ 222 ] [ 223 ]         |
| 2021年10月8日  | 《羊懼》                     | 瓦尔迪马尔·约翰松（Valdimar Jóhannsson）     | 冰島農村一對沒有孩子的夫婦扶養可愛但令人不安的人形羔羊。 |                                       | [ 224 ] [ 225 ]         |
| 2021年10月29日 | 《我們的相愛時光：續篇》     |                                              | 一個電影系學生處理與年長男子談戀愛所帶來的後果。 |                                       | [ 226 ] [ 227 ]         |
| 2021年11月19日 | 《呼朋引伴》                 |                                              | 一名電台記者和年幼的侄子在跨州旅程中建立了意料之外的聯繫。 |                                       | [ 228 ] [ 227 ]         |
| 2021年11月24日 | 《人类》                     | 斯蒂芬·卡勒姆                                | 布萊克（Blake）一家在曼哈顿下城聚在一起享用感恩節晚餐。 | 同時由A24製片，並與Showtime共同發行   | [ 229 ] [ 230 ]         |
| 2021年12月10日 | 《火紅大箭男》               | 西恩·貝克                                    | 一個過氣的色情影星回到德州的家鄉小鎮，但沒人非常希望他歸來。 |                                       | [ 231 ] [ 232 ]         |
| 2021年12月25日 | 《》                         | 科恩兄弟                                     | 在超自然的預言後決定成為蘇格蘭國王。 | 同時由A24製片，並與Apple TV+共同發行  | [ 233 ] [ 234 ]         |
| 2022年2月11日  | 《》                         |                                              | 一名年輕音樂家在姐姐死掉後嘗試保持鎮定。 | 與Apple TV+共同發行                   | [ 235 ] [ 236 ]         |
| 2022年3月4日   | 《楊之後》                   | 名田高梧                                     | 一家人的機器家庭成員楊（Yang）反應變得遲鈍，他們於是嘗試拯救他的生命。                                                                                                   | 同時由A24製片，並與Showtime共同發行   | [ 237 ] [ 238 ]         |
| 2022年3月18日  | 《》                         |                                              | 製片團隊在德州一處寂靜農舍拍色情片時發現自己處在危險之中。 | 同時由A24製片                         | [ 239 ] [ 240 ]         |
| 2022年3月25日  | 《媽的多重宇宙》             | 關家永、                                     | 王女士發現多重宇宙中數千個版本的自己。 | 同時由A24製片                         | [ 241 ] [ 242 ]         |
| 2022年5月20日  | 《》                         |                                              | 一名年輕女子在前夫去世後獨自前往英國鄉村度假。 | 同時由A24製片                         | [ 243 ] [ 244 ]         |
| 2022年5月27日  | 《伊丽莎白：分联肖像》       | 罗杰·米歇尔                                  | 介绍伊丽莎白二世生平的纪录片 | Showtime发行                          | [ 245 ] [ 246 ]         |
| 2022年6月24日  | 《迷你網紅實貝秀》           | 迪恩·弗萊舍-坎普（Dean Fleischer-Camp）      | 一名紀錄片導演幫助一英寸高的貝殼馬賽爾（Marcel）尋找家人。 |                                       | [ 247 ] [ 248 ]         |
| 2022年8月5日   | 《肉体啊，肉体》             |                                              | 一群年輕、富有又常耍卑鄙手段的朋友舉辦的派對發生了起謀殺案。 | 同時由A24製片                         | [ 249 ] [ 248 ]         |
| 2022年8月26日  | 《有趣页面》                 | 欧文·克莱恩                                  | 一個少年漫畫家成長的故事。 | 同時由A24製片                         | [ 250 ] [ 251 ]         |
| 2022年9月16日  | 《血色珍珠》                 | 提·威斯特                                    | 《恐怖X檔案》的前傳，講述珀尔之前的經歷。 | 同時由A24製片                         | [ 252 ] [ 253 ]         |
| 2022年9月22日  | 《控制点》                   | 哈里纳·雷金                                  | 一位监狱治疗师迷上了魅力十足的病人，一位即将被假释的残暴连环强奸犯。 |                                       | [ 254 ]                 |
| 2022年9月30日  | 《神之造物》                 | 萨拉·戴维斯和安娜·羅斯·霍爾默                | 在一个风吹过的渔村，一位母亲为了让儿子免受严重指控而撒谎 | 同時由A24製片                         | [ 255 ] [ 256 ]         |
| 2022年10月14日 | 《正午之星》                 | 克萊兒·德尼                                  | 一名年轻的美国记者在滞留尼加拉瓜的过程中爱上一名神秘的英国人，而这似乎是她逃脱的最佳机会。                                                                               |                                       | [ 257 ] [ 258 ]         |
| 2022年10月21日 | 《晒后假日》                 | 夏洛特·威尔斯                                | 一位女士回忆起童年时和父亲一起去土耳其过暑假的情景。 |                                       | [ 259 ] [ 260 ]         |
| 2022年10月28日 | 《桥之彼端》                 | 桥之彼端                                     | 一名脑受损的美军女兵努力适应返乡后的生活。 | 同時由A24製片，Apple TV+参与发行      | [ 261 ] [ 262 ]         |
| 2022年11月18日 | 《检阅日》                   | 艾利根斯·布拉顿                              | 新兵埃利斯·法兰奇因同性恋倾向被训练营教官及战友欺凌。 | 同時由A24製片                         | [ 263 ] [ 264 ]         |
| 2022年11月25日 | 《白噪音》                   | 諾亞·波拜克                                  | 以戏剧手法展现现代美国家庭处理日常生活的平凡冲突，解开举世皆惑的爱与死之谜，同时探索幸福的可能。                                                                         | 同時由A24製片，Netflix参与发行        | [ 265 ] [ 266 ]         |
| 2022年12月2日  | 《永恒的女儿》               | 乔安娜·霍格                                  | 一位艺术家与年迈的母亲以前居住的大庄园，在如今已经变成酒店的老家中找寻深埋已久的秘密。                                                                                   |                                       | [ 267 ] [ 268 ]         |
| 2022年12月9日  | 《我的鯨魚老爸》             | 戴倫·艾洛諾夫斯基                            | 600磅（272公斤）重的中年男人试图和17岁的女儿修补关系。 | 同時由A24製片                         | [ 269 ] [ 270 ]         |
| 2022年12月30日 | 《此处说了算》               | 安德鲁·卡拉汉                                | 记载了1月6日美国国会暴动导火索的纪录片。 | 同時由A24製片，HBO参与发行            | [ 271 ] [ 272 ]         |
| 2023年1月20日  | 《当你拯救完世界》           | 傑西·艾森柏格                                | 一名试图追寻音乐梦想的高中男生与严肃而拘谨的母亲生活在一起，对方为家暴受害者提供庇护所。                                                                                 | 同時由A24製片                         | [ 273 ] [ 274 ]         |
| 2023年1月23日  | 《斯蒂芬·库里：別小看我》    | 彼得·尼克斯                                  | 讲述NBA巨星斯蒂芬·库里的职业生涯。 | 同時由A24製片，Apple TV+参与发行      | [ 275 ] [ 276 ]         |
| 2023年1月27日  | 《親陌》                     | 盧卡斯·東特                                  | 因周围人议论纷纷，一位酷儿少年与伴侣保持距离。 |                                       | [ 277 ] [ 278 ]         |
| 2023年2月10日  | 《行骗高手》                 | 本·卡隆                                      | 一名骗子与曼哈顿的亿万富翁展开较量。 | 同時由A24製片，Apple TV+参与发行      | [ 279 ] [ 280 ]         |
| 2023年3月14日  | 《Pi》                       | 戴倫·艾洛諾夫斯基                            | 在尝试预测股市模式时候，数学家发现了一串与宗教有关的数字。 | 25周年重映，原发行商为工匠娱乐        | [ 281 ]                 |
| 2023年4月7日   | 《開展在即》                 | 凯莉·莱卡特                                  | 在混乱的生活中，一位即将参加改变职业生涯的展览的艺术家找到了灵感。 | 同時由A24製片                         | [ 282 ] [ 283 ]         |
| 2023年4月14日  | 《寶可噩夢》                 | 艾瑞·艾斯特                                  | 一位焦虑的男人回家看望母亲。 | 同時由A24製片                         | [ 284 ] [ 285 ]         |
| 2023年5月26日  | 《你伤害了我》               | 妮可·哈罗芬瑟                                | 一位小说家无意中听到丈夫对她最新著作的实诚评价，导致两人长久的婚姻关系破裂。                                                                                             |                                       | [ 286 ] [ 287 ]         |
| 2023年6月2日   | 《之前的我們》               | 席琳·宋                                      | 一對兒時好友因為其中一方前往美國生活分離，再會後深思彼此的關係與自己的日常生活。                                                                                         | 製片商分別為CJ ENM、殺手影業、2AM     | [ 288 ]                 |
| 2023年7月7日   | 《地球母亲》                 | 萨瓦纳·利夫                                  | 单亲妈妈吉娜想在最近一次怀孕过程中找准人生方向 | 同時由A24製片                         | [ 289 ] [ 290 ]         |
| 2023年7月19日  | 《最深的呼吸》               | 劳拉·麦甘（Laura McGann）                    | 紀錄片，講述義大利自由潛水者 Alessia Zecchini 經由安全潛水員 Stephen Keenan 的幫助，突破下潛世界記錄。                                                                   | 同時由A24製片，Netflix参与发行        | [ 291 ]                 |
| 2023年7月21日  | 《斯蒂芬·库里：不容小觑》    | 彼得·尼克斯                                  | 纪录了NBA篮球巨星斯蒂芬·库里的职业生涯历程。 | 同時由A24製片，Apple TV+参与发行      | [ 292 ] [ 293 ]         |
| 2023年7月28日  | 《鬼手鬼手 請開口》          | 丹尼和迈克尔·菲利普                          | 一群朋友想用一只经过防腐处理的手招魂，结果痴迷这种新的刺激，直至他们当中一个走得太远，释放了吓人的超自然力量。                                                           |                                       | [ 287 ] [ 294 ]         |
| 2023年8月11日  | 《奢华美杜莎》               | 托马斯·哈迪曼（Thomas Hardiman）             | 竞争激烈的理发比赛出现了一桩神秘谋杀案。 |                                       | [ 295 ]                 |
| 2023年9月22日  | 《別假正經》                 | 強納森·德米                                  | 一部关于摇滚乐团Talking Heads的音乐会电影，此次为40周年首映，以4K修复 | 重映，原发行方为Cinecom和小島唱片     | [ 296 ]                 |
| 2023年9月29日  | 《狄更斯：音乐剧》           | 拉里·查尔斯                                  | 两个商业对手意识到自己是同卵双胞胎，决定交换位置，让离婚的父母团聚，这样他们就能再次成为真正的家庭。                                                                     | 同時由A24製片                         | [ 297 ]                 |
| 2023年10月27日 | 《普瑞希拉》                 | 蘇菲亞·柯波拉                                | 有关猫王与妻子普里西拉·普里斯萊的纪录片 |                                       | [ 298 ] [ 299 ]         |
| 2023年11月3日  | 《所有的土路都有盐的味道》   | 雷文·杰克逊（Raven Jackson）                 | 这部电影记录了密西西比州一位黑人女性从童年到成年的成长、爱情和心碎经历。                                                                                                 | 同時由A24製片                         | [ 300 ]                 |
| 2023年11月10日 | 《梦想情景》                 | 克里斯托弗·博格利                            | 一个邋遢的教授出现在大家的梦中，一夜成名。 | 同時由A24製片                         | [ 301 ]                 |
| 2023年12月8日  | 《利益区域》                 | 乔纳森·格拉泽                                | 奥斯维辛集中营的指挥官鲁道夫·霍斯与妻子海德薇在集中营旁边的房子和花园里为家人打造梦想的生活。                                                                            |                                       | [ 302 ]                 |
| 2023年12月23日 | 《铁爪》                     | 肖恩·德金                                    | 自1960年代以来，冯·埃里希摔角世家在摔角界声名大噪，同时将威力强大的铁爪功锁技带进了行业。不过，埃里希一家人不仅要在擂台内战斗，还要在场外努力打破所谓的“冯·埃里希魔咒”。 | 同時由A24製片                         | [ 303 ]                 |
| 2023年12月25日 | 《陷落之城》                 | 史蒂夫·麦奎因                                | 一部以现今阿姆斯特丹为背景的纪录片，追溯了二战期间德国纳粹占领军对当地犹太人犯下的暴行。                                                                                 | 同時由A24製片                         | [ 304 ] [ 305 ]         |
| 2024年2月14日  | 《杰瑞·李·刘易斯：困扰于心》 | 科恩兄弟                                     | 纪录了摇滚乐开拓者杰瑞·李·刘易斯的生活和音乐，还原他登上公告牌排行榜榜首到跌落风云的整个过程。                                                                           | 同時由A24製片，Amazon Prime Video发行 | [ 306 ]                 |
| 2024年3月1日   | 《问题专家》                 | 胡里奥·托雷斯                                | 萨尔瓦多的一位苦苦挣扎、有抱负的玩具设计师开始为纽约一位性格古怪的艺术界弃儿工作，希望在工作签证到期之前留在这个国家，实现自己的梦想。                                   | 同時由A24製片                         | [ 307 ] [ 308 ] [ 309 ] |
| 2024年3月8日   | 《血爱成河》                 | 萝丝·格拉斯                                  | 隐居的健身房经理卢深深爱上了雄心勃勃的健美运动员杰姬。为了追求自己的梦想，杰姬离开小镇前往拉斯维加斯。不料两人的暧昧关系发生了意外，杰姬被拖入卢家人的黑帮网络中。       | 同時由A24製片                         | [ 310 ]                 |
| 2024年4月12日  | 《帝國浩劫：美國內戰》       | 亚力克斯·嘉兰                                | 在不久的将来，美国陷入重燃内战的边缘。 | 同時由A24製片                         | [ 311 ]                 |
| 2024年5月3日   | 《荧幕在发光》               | 简·申布伦                                    | 两位青少年非常痴迷于一部电视剧，然而这部电视剧神秘停播后，两人的现实生活开始模糊                                                                                         | 同時由A24製片                         | [ 312 ] [ 313 ]         |
| 2024年6月21日  | 《珍妮特的星球》             | 安妮·贝克                                    | 1991年夏天，在马萨诸塞州西部的乡村，11岁的莱西在家中度过暑假，期间展现出异常的想象力，以至于受到她母亲珍妮特关注。                                                       | 同時由A24製片                         | [ 314 ]                 |
| 2024年7月5日   | 《玛克辛》                   | 提·威斯特                                    | 《恐怖X檔案》的事件过后，玛克辛继续成名之旅，在1980年代的洛杉矶踏上成为演员的道路。                                                                                      | 同時由A24製片                         | [ 315 ]                 |
| 2024年7月12日  | 《监狱剧院》                 | 格雷格·柯韦达（Greg Kwedar）                 | 戒备森严的新新惩教所内，一群囚犯组成剧团并上演原创作品。 |                                       | [ 316 ] [ 317 ]         |
| 2024年9月20日  | 《不同的男人》               | 亚伦·施密伯格（Aaron Schimberg）             | 一名患有神經纖維瘤病的男人接受面部重建手术，并迷上了在一部以他的前世为原型的舞台剧中扮演他的演员。                                                                       | 同時由A24製片                         | [ 318 ]                 |
| 2024年11月27日 | 《酷儿》                     | 盧卡·格達戈尼諾                              | 1940年代的墨西哥城，一位美国侨民迷恋上了一位年轻的海军退役军人。 |                                       | [ 319 ] [ 320 ]         |
| 2024年12月20日 | 《粗野派》                   | 布拉迪·科貝特                                | 一位逃过犹太人大屠杀的匈牙利建筑师移民美国，实现美国梦。 |                                       | [ 321 ] [ 320 ]         |
| 2024年12月25日 | 《小心肝儿》                 | 哈琳娜·雷金（Halina Reijn）                  | 一名企业高管爱上了年轻的实习生。 | 同時由A24製片                         | [ 322 ] [ 323 ]         |
| 2025年2月7日   | 《帕特诺普》                 | 保罗·索伦蒂诺                                | 年轻貌美的帕特诺普在家乡度过了漫长的夏天，爱上了许多令她难忘的人。 |                                       | [ 324 ] [ 325 ]         |
| 2025年3月28日  | 《獨角獸之死》               | 亚历克斯·沙夫曼（Alex Scharfman）            | 一对父女在周末度假的途中意外杀死了一只独角兽。 | 同時由A24製片                         | [ 326 ]                 |
| 2025年4月11日  | 《战·争》                    | 雷·门多萨（Ray Mendoza）、亚历克斯·加兰      | 讲述2006年美军海豹突击队 | 同時由A24製片                         | [ 327 ] [ 328 ]         |
| 2025年6月13日  | 《天作之合》                 | 席琳·宋                                      | 一位年轻、雄心勃勃的纽约媒人发现自己在完美的另一半和不完美的前任之间左右为难。                                                                                           |                                       | [ 329 ] [ 330 ] [ 331 ] |
| 2025年8月22日  | 《天国与地狱》               | 史派克·李                                    | 当一位音乐巨头成为勒索阴谋的目标时，他陷入了生死攸关的道德困境。日本电影黑澤明犯罪片《天國與地獄》的美国翻拍版，舞台搬到当代纽约的街头。                                 | 由A24製片，Apple TV+发行              | [ 332 ] [ 333 ]         |
| 2025年8月22日  | 《哪吒之魔童闹海》           | 饺子                                         | 北美及澳新英语配音版本 | A24和华人影业联合发行                 |                         |

## 尚未上映的電影

### 確定日期
| 發行日期       | 電影名稱           | 導演                     | 概述 | 附註                           | 參考            |
| -------------- | ------------------ | ------------------------ | --- | ------------------------------ | --------------- |
| 2024年9月6日   | 《前厅》           | 艾格斯兄弟               | 一名孕妇监视爱骗人的婆婆。                                                                                         | 同時由A24製片                  | [ 334 ] [ 335 ] |
| 2024年9月6日   | 《看着我的双眼》   | 拉娜·威尔逊              | 一部关于纽约灵媒活动的纪录片。                                                                                     | 同時由A24製片                  | [ 336 ] [ 337 ] |
| 2024年10月11日 | 《最后的海女》     | Sue Kim                  | 一部介绍韩国海女的纪录片                                                                                           | 同時由A24製片，由Apple TV+发行 | [ 338 ] [ 339 ] |
| 2024年10月11日 | 《我们同在》       | 約翰·克勞利              | 一次偶然的邂逅点燃了一名厨师和一位刚刚离婚的人之间的关系。                                                         |                                | [ 340 ] [ 335 ] |
| 2024年11月15日 | 《异教徒》         | 斯科特·贝克和布莱恩·伍兹 | 一名男子将两名摩門傳教士困在他迷宫般的家中。                                                                       | 同時由A24製片                  | [ 341 ] [ 335 ] |
| 2024年12月6日  | 《Y2K》            | 凯尔·穆尼                | 在发生千禧虫问题的另一个世界中，两位好朋友闯入了1999年的一场高中生派对。                                           | 同時由A24製片                  | [ 342 ] [ 343 ] |
| 2024年12月13日 | 《成为一只珍珠鸡》 | 伦加诺·尼奥尼            | 舒拉偶然发现了她叔叔的尸体，之后全家人为他举行葬礼，期舒拉和堂兄弟们揭露了他们这个赞比亚中产阶级家庭所埋藏的秘密。 | 同時由A24製片                  | [ 344 ] [ 345 ] |

### 未確定日期
| 發行年份 | 電影名稱               | 導演                                        | 附註                         | 參考            |
| -------- | ---------------------- | ------------------------------------------- | ---------------------------- | --------------- |
| 2024年   | 《建筑元》             | 维克多·科萨科夫斯基                         | 同時由A24製片                | [ 346 ]         |
| 2024年   | 《星期二》             | 戴娜·奥纽纳斯·普西克（Daina Oniunas-Pusic） | 同時由A24製片                | [ 347 ] [ 348 ] |
| 2024年   | 《酷儿》               | 盧卡·格達戈尼諾                             |                              | [ 349 ]         |
| 2025年   | 《粉碎机》             | 班尼·沙夫戴                                 | 同時由A24製片                | [ 350 ]         |
| 待定     | 《边缘空间：电影》     | 凯恩·帕森斯（Kane Parsons）                 | 同時由A24製片                | [ 352 ]         |
| 待定     | 《愛丁頓》             | 艾瑞·艾斯特                                 | 同時由A24製片                | [ 353 ]         |
| 待定     | 《永恒》               | 大卫·弗莱恩（David Freyne）                 | 同時由A24製片                | [ 354 ]         |
| 待定     | 《家庭教师》           | 乔·塔尔伯特                                 | 同時由A24製片                | [ 355 ]         |
| 待定     | 《天国与地狱》         | 史派克·李                                   | 同時由A24製片，Apple TV+发行 | [ 356 ]         |
| 待定     | 《如果有腿，我会踢你》 | 玛丽·布隆斯坦（Mary Bronstein）             | 同時由A24製片                | [ 357 ]         |
| 待定     | 《奥奇传说》           | 以赛亚·撒克逊                               | 同時由A24製片                | [ 358 ]         |
| 待定     | 《唯物主义者》         | 席琳·宋                                     | 同時由A24製片                | [ 359 ]         |
| 待定     | 《圣母玛利亚》         | 大衛·羅利                                   | 同時由A24製片                | [ 360 ]         |
| 待定     | 《杰作》               | 马克·安东尼·格林（Mark Anthony Green）      | 同時由A24製片                | [ 361 ]         |
| 待定     | 未定名电影             | 雷·门多萨（Ray Mendoza）和亚力克斯·嘉兰     | 同時由A24製片                | [ 362 ]         |
| 待定     | 未定名电影             | 特雷·爱德华·舒尔茨                          | 同時由A24製片                | [ 363 ]         |
| 待定     | 《巫师！》             | 大衛·米奇歐                                 | 同時由A24製片                | [ 364 ]         |

## 外部連結
- 官方网站